# Сидоров, Михаил Юрьевич
Михаил Юрьевич Сидоров (род. 19 ноября 1986, Москва) — российский регбист, фланкер.

## Ранние годы
Михаил Сидоров начал заниматься регби в городе Долгопрудном, в Детско-юношеской спортивной школе «Долгопрудненские Соколы».

## Клубная карьера
Выступает за московскую команду «Слава» как в регби-15, так и в регби-7. В октябре 2015 года перешёл в «Енисей-СТМ» на правах аренды на время участия Енисей-СТМ в розыгрыше Европейского Регбийного Кубка Вызова сезона 2015-2016.

## Карьера в сборной
Провёл 5 игр за национальную сборную России, набрал 5 очков. Дебютировал 12 июня 2011 в Глостере в матче против второй сборной Италии. Участник Кубка мира по регби 2011 в Новой Зеландии и Кубка Устинова 2014 года (играл два тест-матча против Гонконга).